# 2015 en science
| Années de la science : 2012 - 2013 - 2014 - 2015 - 2016 - 2017 - 2018    |
| Décennies de la science : 1980 - 1990 - 2000 - 2010 - 2020 - 2030 - 2040 |

Cet article présente les faits marquants de l'année 2015 en science.

## Évènements
- 2015 est l'Année internationale de la lumière et des techniques utilisant la lumière.

### Biologie et médecine
- Le 6 mai 2015  : annonce de l'identification par analyse métagénomique de l'archée Loki, qui appartiendrait, du point de vue phylogénétique, à l'embranchement le plus proche des eucaryotes[1],[2].
- Le 10 septembre 2015 : l'équipe de Lee Rogers Berger annonce la découverte d'une nouvelle espèce humaine en Afrique du Sud, Homo naledi.

### Physique
- Le 29 mai 2015, le Petawatt Aquitaine Laser tire le faisceau laser le plus puissant au monde en atteignant 1,2 pétawatts[3].
- Le 24 octobre 2015, l'installation du laser Apollon est inaugurée dans l'extension l'Orme des Merisiers du centre CEA de Saclay. Il doit atteindre une puissance de 5 PW [4]

### Astronomie et astronautique
- Le 30 avril 2015 à 19 h 26 GMT, la sonde MESSENGER s'écrase à la surface de Mercure.
- Le 21 mai 2015, la NASA rapporte la découverte par le télescope Wide-Field Infrared Survey Explorer de WISE J224607.57-052635.0, la galaxie la plus lumineuse connue à ce jour[5].

## Publications
- Acta Crystallographica Section E: Structure Reports Online, change de nom et devient Acta Crystallographica Section E: Crystallographic Communications à partir du 1er janvier[6].

## Prix
- Prix Nobel
  - Prix Nobel de physiologie ou médecine : William C. Campbell, Satoshi Ōmura et Tu Youyou
  - Prix Nobel de physique : Takaaki Kajita et Arthur B. McDonald
  - Prix Nobel de chimie : Tomas Lindahl, Paul L. Modrich et Aziz Sancar
- Prix Lasker
  - Prix Albert-Lasker pour la recherche médicale fondamentale : Stephen Elledge et Evelyn Witkin
  - Prix Albert-Lasker pour la recherche médicale clinique : James Allison

- Médailles de la Royal Society
  - Médaille Buchanan : Irwin McLean
  - Médaille Copley : Peter Higgs
  - Médaille Davy : Gideon Davies
  - Médaille Gabor : Benjamin Simons (en)
  - Médaille Hughes : George Efstathiou
  - Médaille royale : Jocelyn Bell Burnell, Elizabeth Blackburn et Christopher Llewellyn Smith

- Médailles de la Geological Society of London
  - Médaille Lyell : Colin Ballantyne (d)
  - Médaille Murchison : Geoffrey Wadge (d)
  - Médaille Wollaston : James A. Jackson (en)

- Prix Jules-Janssen (astronomie) : Suzy Collin-Zahn
- Prix Turing en informatique : Whitfield Diffie et Martin Hellman
- Médaille Bruce (astronomie) : Douglas N. C. Lin (en)
- Médaille linnéenne : Engik Soepadmo (d), Claus Nielsen et Rosmarie Honegger (en)

- Médaille d'or du CNRS : Éric Karsenti
- Grand Prix de l'Inserm : Pier-Vincenzo Piazza

## Décès

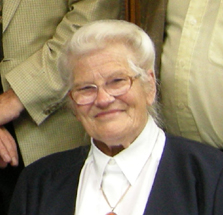
Ingrid van Houten-Groeneveld

- 9 janvier : André Lentin (né en 1913), mathématicien, logicien et informaticien théoricien français.
- 30 janvier : Gene Grabeel (née en 1920), mathématicienne et cryptanalyste américaine.
- 9 mars : Jiří Matoušek (né en 1963), mathématicien et informaticien théoricien tchèque.
- 27 mars : Janet L. Norwood (née en 1923), statisticienne américaine.
- 30 mars : Ingrid van Houten-Groeneveld (née en 1921), astronome néerlandaise.

- 1 avril : Wolfgang Hübener (né en 1924), historien, archéologue et professeur allemand.John Forbes Nash

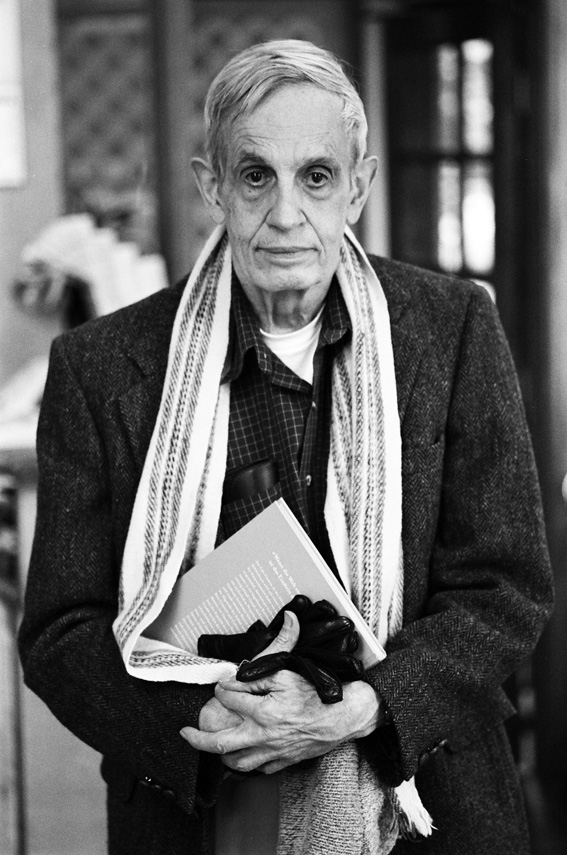
John Forbes Nash

- 23 mai : John Forbes Nash (né en 1928), mathématicien américain, prix Nobel d'économie en 1994.

- 1er juin : Dolores Richard Spikes (née en 1936), mathématicienne américaine.

- 12 août : Jaakko Hintikka (né en 1929), philosophe et logicien finlandais.
- 15 septembre : Malcolm J. Williamson (né en 1950), mathématicien et cryptographe britannique.

- 5 novembre : Pierre Gy (né en 1924), chimiste et statisticien français.
- 24 novembre : Pierre Gabriel (né en 1933), mathématicien français.

- 16 décembre : Heinz-Otto Kreiss (né en 1930), mathématicien et physicien suédois.